# Tachina pulvillata
Tachina pulvillata là một loài ruồi trong họ Tachinidae.